# Pjotr Olegowitsch Awen

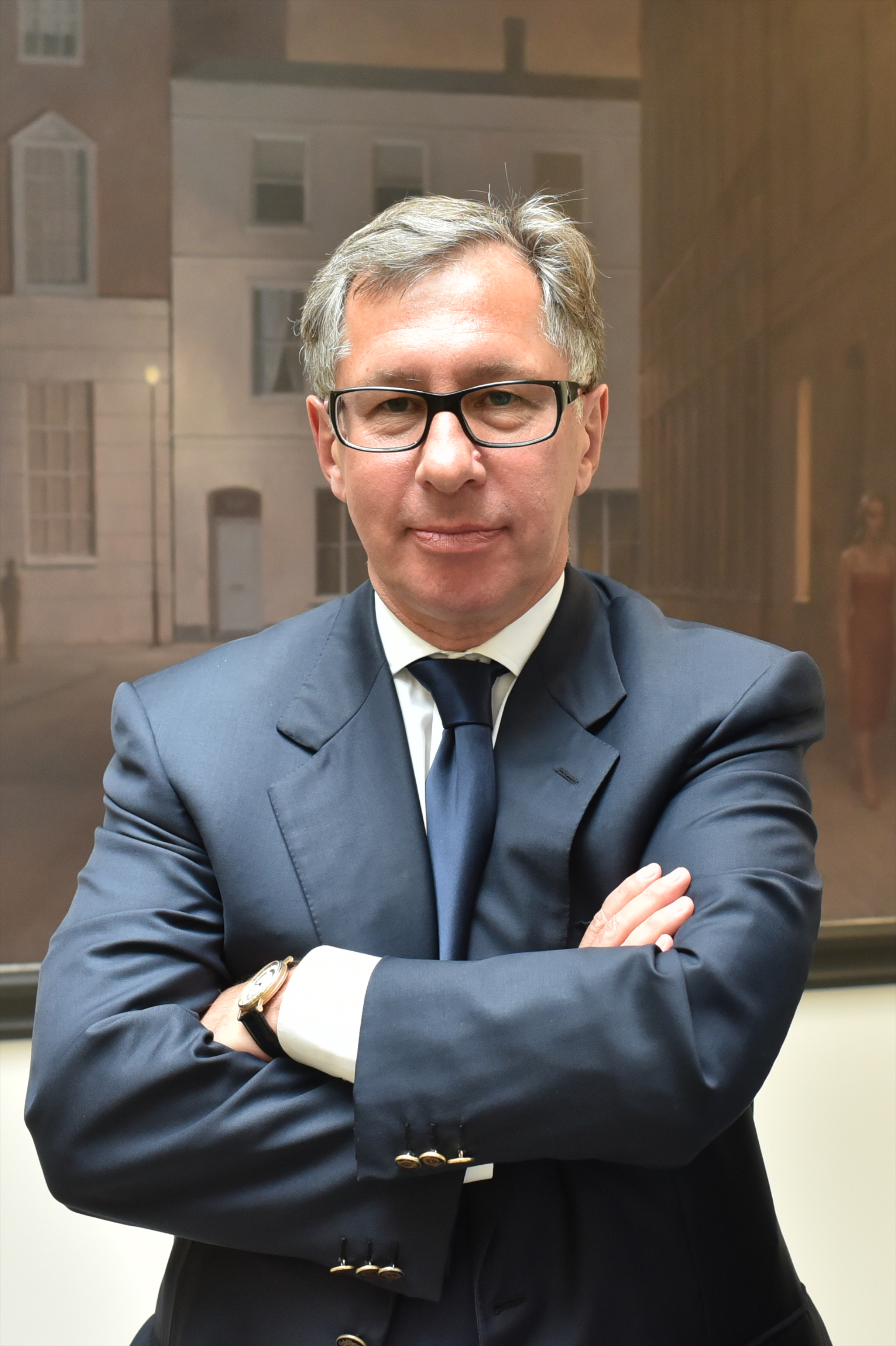
Pjotr Awen, Mitglied des Aufsichtsrats des Konsortiums der Alfa Group

Pjotr Olegowitsch Awen (russisch Пётр Оле́гович А́вен, englisch Petr Olegovich Aven, wissenschaftliche Transkription Pëtr Olegovič Aven, * 16. März 1955) ist ein russischer Oligarch, Unternehmer, Wirtschaftswissenschaftler und Politiker. Er leitet die Alfa Group, Russlands größte Geschäftsbank. Er ist Vorstandsmitglied der LetterOne Group. Die L1 Group wurde 2013 gegründet, um in internationale Projekte in den Bereichen Energie, Telekommunikation und Technologie zu investieren. Awen ist einer von vielen russischen Oligarchen, die im CAATSA Countering America’s Adversaries Through Sanctions Act genannt werden, das 2017 von Ex-Präsident Donald Trump unterzeichnet wurde. Im Jahr 2021 wurde er mit einem Wert von rund 5,3 Milliarden US-Dollar zur Nummer 529 der reichsten Menschen der Welt erwähnt. Er gehört neben Michail Fridman zu den Oligarchen, die gegen die EU-Sanktionen prozessiert haben.

## Leben
Awen hat jüdische, lettische und russische Wurzeln. Er graduierte 1977 an der Staatlichen Universität Moskau und promovierte 1980 in Wirtschaftswissenschaften.
Im Jahr 2013 trat Awen dem Vorstand der LetterOne Group bei, einem internationalen Investmentunternehmen, das von Fridman gegründet wurde und sich auf die Sektoren Telekommunikation, Technologie und Energieindustrie konzentriert. Die L1 Group besitzt Unternehmen – und hat Beteiligungen an Unternehmen – mit Niederlassungen in 32 Ländern auf der ganzen Welt.
LetterOne erwarb im Oktober 2015 Vermögenswerte des deutschen Versorgungsunternehmens E.ON im Wert von 1,6 Milliarden US-Dollar, wodurch der in Luxemburg ansässige Konzern norwegische Öl- und Gasressourcen erwarb.
Im Jahr 2015 veröffentlichten Awen und Alfred Koch Gaidar's Revolution: The Inside Account of the Economic Transformation of Russia, wobei sie sich auf ihre Erfahrungen mit der russischen Regierung und dem ehemaligen Ersten Wirtschaftsminister Yegor Gaidar stützten. In seiner Besprechung des Buches nannte John Lloyd von der „Financial Times“ es „eine aufschlussreiche Studie über die Reformer, die versuchten, Russlands postsowjetische Wirtschaft wiederzubeleben“.
Im Jahr 2021 wurde er mit einem Wert von rund 5,3 Milliarden US-Dollar zur Nummer 529 der reichsten Menschen der Welt erwähnt. Er gehört neben Michail Fridman zu den Oligarchen, die gegen die EU-Sanktionen prozessiert haben. Das EU-Gericht in Luxemburg hat im April 2024 die EU-Sanktionsbeschlüsse gegen Pjotr Awen und seinen Geschäftspartner Fridman für unzulässig erklärt. Das Urteil ist noch nicht rechtskräftig.
Aven hat sich regelmäßig mit Putin getroffen, auch kurz nach der Invasion am 24. Februar 2022, wie durch Cyprus Confidential bekannt wurde.